# Кумыры
Кумыры— деревня в Большеулуйском районе Красноярского края в составе Березовского сельсовета.

## География
Находится примерно в 9 километрах по прямой на север-северо-восток от районного центра села Большой Улуй.

## Климат
Климат резко континентальный, с продолжительной морозной зимой и коротким тёплым летом. Средняя температура воздуха самого тёплого месяца (июля) составляет 17,9 °C; самого холодного (января) — −18,2 °C. Продолжительность безморозного периода составляет в среднем 105 дней. Среднегодовое количество атмосферных осадков составляет 474 мм, из которых 341 мм выпадает в период с апреля по октябрь.

## История
Деревня основана в конце XVIII века. В 1894 году в деревне проживало 210 человек, в 1926—749 человек. С 1930-х годов работал колхоз имени Максима Горького и крахмальный завод.

## Население
Постоянное население составляло 102 человек в 2002 году (88 % русские), 70 в 2010.